# Old Crow
|  | Per a altres significats, vegeu «Old Crow (Canadà)». |

Old Crow és una marca de baix preu de bourbon whisky de Kentucky, juntament amb la qualitat lleugerament superior, de la marca Old Crow Reserve. És destil·lat per Beam Inc., que també produeix la marca Jim Beam i entre altres marques de bourbon whisky. La marca Old Crow té una venerable història com un dels primers bourbons de Kentucky,
Old Crow és envellit en bótes durant tres anys, i als Estats Units és de 40 graus, mentre que Old Crow Reserve és envellit durant quatre anys i té 43 graus.